# Mission impossible 3
Pour les articles homonymes, voir Mission impossible et Mi-3.
Série Mission impossible
Mission impossible 2
(2000) Mission impossible : Protocole Fantôme
(2011)
Pour plus de détails, voir Fiche technique et Distribution.
Mission impossible 3 (Mission: Impossible III, parfois abrégé en M:i:III) est un film américain réalisé par J. J. Abrams et sorti en 2006.
Troisième opus de la franchise cinématographique inspirée par la série télévisée Mission impossible, il met en vedette Tom Cruise, Ving Rhames, Philip Seymour Hoffman, Billy Crudup, Michelle Monaghan, Simon Pegg, Laurence Fishburne, Maggie Q, Jonathan Rhys Meyers, Keri Russell et Eddie Marsan. Le film a obtenu un certain succès critique et a récolté environ 400 millions $US au niveau mondial pour un coût de production estimé à 150 millions $US.

## Synopsis
Ethan Hunt entravé voit Owen Davian menacer sa femme Julia d'une arme. Bien qu'Ethan affirme qu'il a apporté la "Patte de Lapin", Davian tire sur Julia.
Quelques jours plus tôt, Ethan espérait avoir tourné une page en quittant le service actif de la Force Mission Impossible (FMI) pour un poste de formateur : pouvoir enfin mener une vie « normale », et se consacrer tout entier à sa ravissante fiancée, l'infirmière Julia Meade, qui ignore son véritable métier.
Mais lorsque Lindsey, la plus brillante recrue de la FMI, chargée de surveiller Owen Davian, un redoutable trafiquant, « tombe » à Berlin, il est approché par le directeur adjoint des opérations du FMI, John Musgrave afin d'effectuer une mission spéciale pour la sauver. Ethan se sent moralement obligé de lui porter secours. Assisté de ses fidèles coéquipiers Luther, Zhen et Declan, il infiltre le repaire du trafiquant et arrache à bord d'un hélicoptère la jeune femme des mains d'une quinzaine de ses sbires. Trop tard : quelques instants plus tard, une mini-capsule de magnésium explose dans la tête de Lindsey, la tuant sur le coup avant qu'Ethan ne puisse le désactiver avec un défibrillateur. Zhen a eu le temps de voler deux ordinateurs portables endommagés.

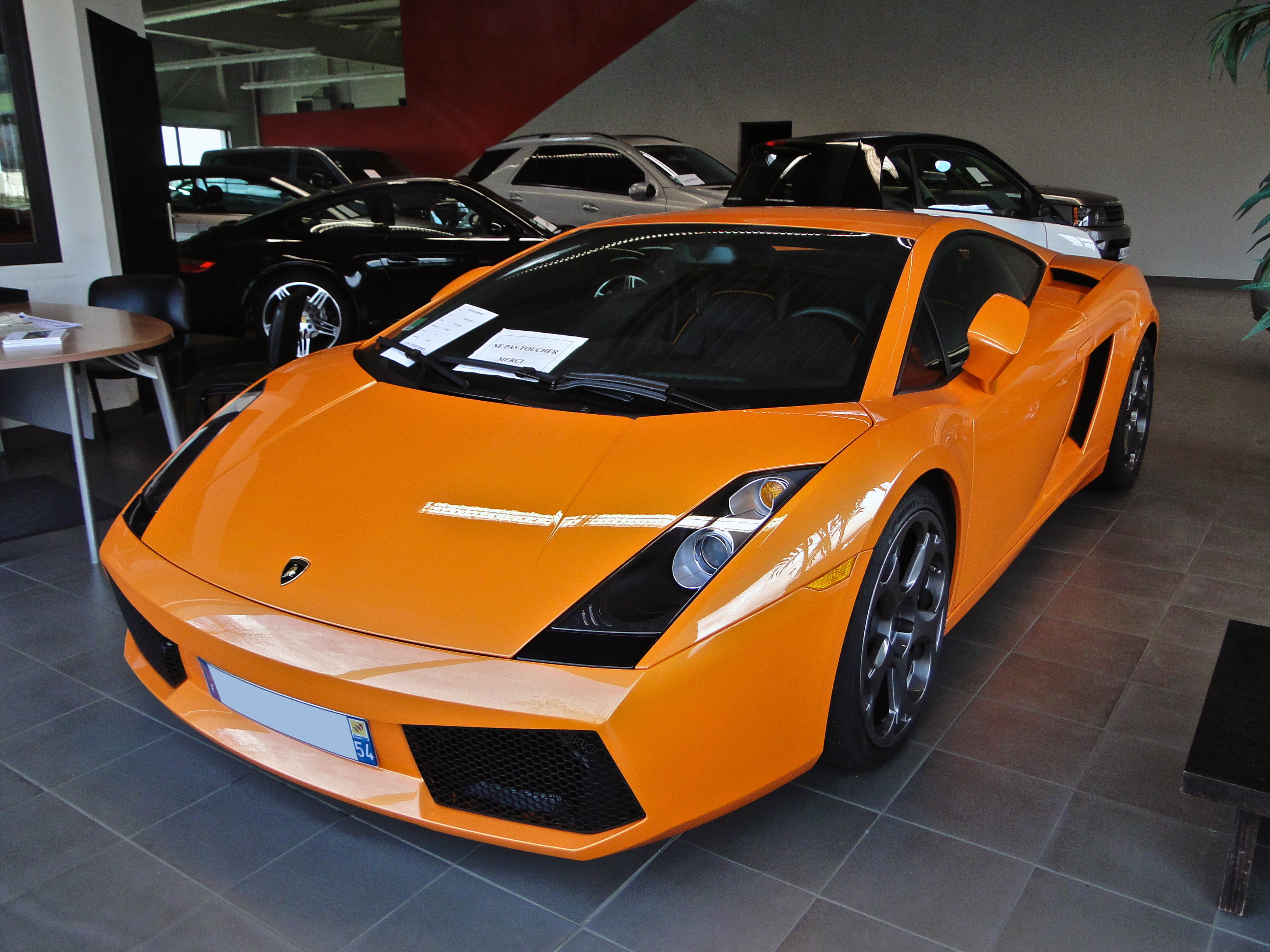
Lamborghini Gallardo orange utilisée par Zhen au Vatican.

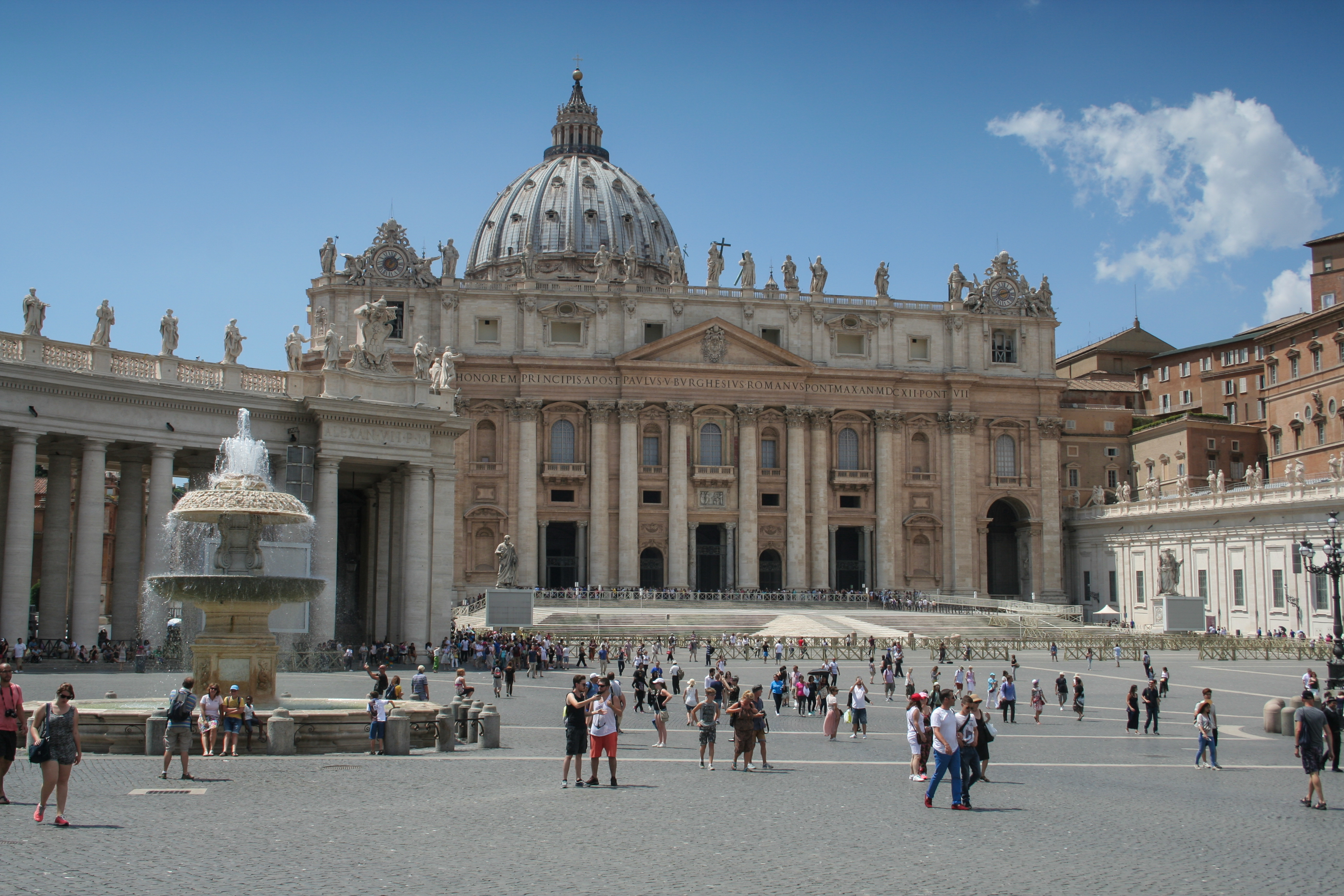
Le Vatican où Davian est capturé.

Le directeur du FMI, Theodore Brassel, réprimande Ethan et Musgrave. Pour Ethan, c'est bien plus qu'un échec, c'est une faillite personnelle dont il lui faut au plus vite se racheter. Ethan apprend que Lindsey lui a envoyé une carte postale avant sa capture et découvre un micropoint magnétique sous le timbre. Un technicien du FMI, Benji Dunn, récupère suffisamment de données sur les ordinateurs portables pour déterminer que Davian sera au Vatican pour obtenir un mystérieux objet biologique nommé « patte de lapin ». Ethan décide donc de s'attaquer non officiellement à Davian. Avant de partir, lui et Julia ont un mariage impromptu à la chapelle de son hôpital. L'équipe s'infiltre avec succès au Vatican et capture Davian avec les plans de la Patte de Lapin. Sur le vol de retour vers les États-Unis, Davian n'est pas impressionné par l'interrogatoire d'Ethan et répond en promettant de tuer tous ceux qui lui tiennent à cœur.

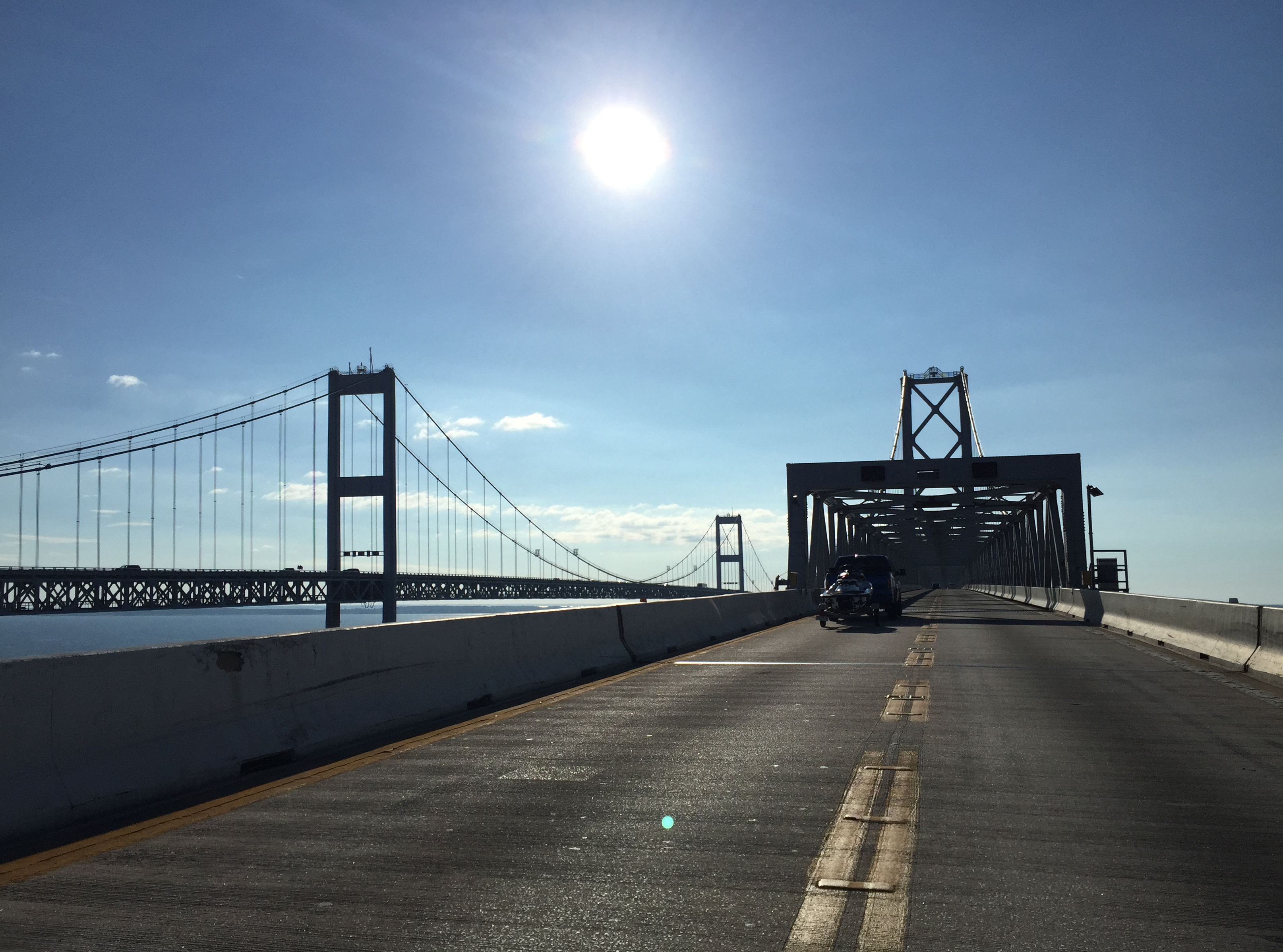
Pont de Chesapeake Bay, Maryland.

Après l'atterrissage, Ethan lit le micropoint qui contient une vidéo de Lindsey avertissant d'un lien entre Brassel et Davian. Le convoi qui les emmène à travers le pont-tunnel de Chesapeake Bay subit une attaque massive, comprenant l'emploi d'un drone lance-missiles. Après un déluge de feu et l'intervention d'une équipe héliportée, Owen Davian est libéré.
Réalisant que Julia est en danger, Ethan se précipite à l'hôpital de Julia pour découvrir qu'elle a déjà été kidnappée. Davian appelle Ethan et lui donne 48 heures pour livrer la Patte de Lapin en échange de la vie de Julia. Avant de pouvoir faire quoi que ce soit, Ethan est appréhendé par la FMI et incarcéré pour la perte de Davian. Dans le cadre d'un interrogatoire, Musgrave lui annonce discrètement que la Patte de Lapin est situé à Shanghai et aide Ethan à s'échapper. Ethan se rend à Shanghai et rencontre son équipe, que Musgrave y a envoyée sous le couvert d'une autre opération. À la suite d'une infiltration dans un building ultra-sécurisé du district de Pudong, Ethan obtient la Patte de Lapin et après une course-poursuite avec les gardiens de l'immeuble, la livre seul à un rendez-vous, où on lui fait boire un somnifère.

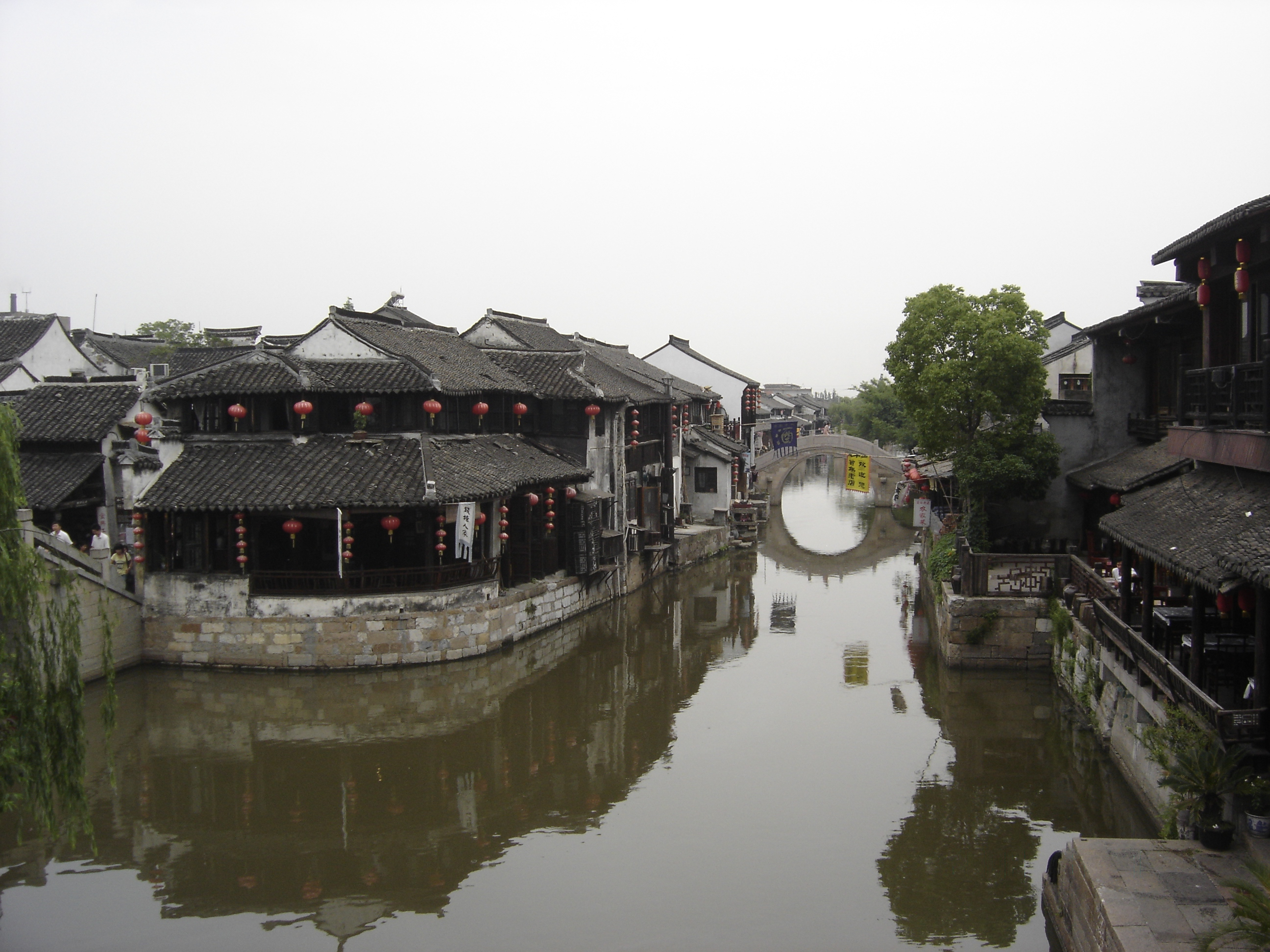
Xitang servant de décor dans le film.

Se réveillant, Brownway le comparse de Davian lui implante dans la tête un micro-explosif similaire à celui qui a tué Lindsey. Ethan voit Davian tenir une Julia bâillonnée sous la menace d'une arme. Bien qu'Ethan affirme qu'il a apporté la vraie Patte de Lapin, Davian tire sur Julia et s'en va. Musgrave arrive et se révèle être le véritable traître du FMI. Mais Julia est toujours en vie et la femme décédée est en fait la traductrice de Davian, utilisée pour confirmer l'authenticité de la patte de lapin. Musgrave travaillait avec Davian pour obtenir la livraison de la Patte de Lapin afin que la FMI ait une raison de lancer une frappe préventive contre les terroristes pour lesquels Davian travaille. Musgrave veut savoir ce qui se trouve sur le micropoint et prouve avec un coup de téléphone que Julia est vivante, Ethan assomme Musgrave, se libère et utilise le téléphone de Musgrave pour obtenir l'emplacement de Julia.
Avec l'aide de Benji, Ethan localise Julia qui est proche mais rencontre sur place Davian, qui arme l'explosif dans la tête d'Ethan. Ethan combat et tue Davian avant de libérer Julia. Il réalise un défibrillateur avec des câbles, demande à Julia de l’électrocuter pour désactiver l'explosif avant de le réanimer et lui apprend à tirer avec une arme à feu. Pendant qu'Ethan fait un arrêt cardiorespiratoire, Julia tue un homme de main par balles, puis Musgrave, qui porte la Patte de Lapin, avant de ranime Ethan avec une réanimation cardiopulmonaire.
Ethan lui explique enfin sa carrière au FMI. De retour aux États-Unis, Brassel et d'autres félicitent Ethan alors qu'il part pour sa lune de miel avec Julia.

## Fiche technique
Sauf indication contraire, les informations mentionnées dans cette section peuvent être confirmées par les bases de données cinématographiques IMDb et Allociné,  présentes dans la section « Liens externes ».
- Titre original: Mission: Impossible III
- Titre français et québécois : Mission : Impossible 3[2]
- Réalisation : J. J. Abrams
- Scénario : Alex Kurtzman, Roberto Orci et J. J. Abrams, d'après la série télévisée Mission impossible de Bruce Geller
- Musique : Michael Giacchino (thème original de Lalo Schifrin)
  - Musiques additionnelles : Ulf Olofsson
  - Orchestration : Peter Boyer, Harvey Cohen, Mark Gasbarro, Michael Giacchino, Jennifer Hammond, Jack Hayes, Larry Kenton, Tim Simonec et Chris Tilton
  - Montage musical : Stephen M. Davis, Alex Levy, Ulf Olofsson
- Direction artistique : Dennis Bradford, Stephen Bream, Daniel T. Dorrance, Sean Haworth, Kevin Kavanaugh, Gary Kosko, Brad Ricker et Domenic Silvestri
- Décors : Scott Chambliss et Karen Manthey[3]
- Costumes : Colleen Atwood
- Maquillage : Margie Kaklamanos, Francisco X. Pérez
- Coiffure : Sheryl Blum, Maria Teresa Corridoni, Terrie Velazquez Owen
- Photographie : Daniel Mindel
- Son : Anna Behlmer, Andy Nelson, Mark P. Stoeckinger
- Montage : Maryann Brandon et Mary Jo Markey
- Production : Tom Cruise, Paula Wagner
  - Production (Chine) : Haicheng Zhao
  - Supervision de production : Bill Borden
  - Production exécutive (Italie) : Enzo Sisti
  - Production déléguée : Stratton Leopold
  - Production déléguée (Chine) : Sanping Han et Buting Yang
  - Production associée (Chine) : Guichun Wang
  - Coproduction : Arthur Anderson
  - Coproduction (Chine) : Tao Jiang et Doming Shi
- Sociétés de production[4] :
  - États-Unis : Cruise/Wagner Productions, présenté par Paramount Pictures
  - Allemagne : MI 3 Film et Studios de Babelsberg
  - Italie : Cinecittà
  - Chine : avec l'aide de China Film Group Corporation, de la Société de coproduction cinématographique chinoise et du groupe cinématographique de la quatrième société de production
- Sociétés de distribution : Paramount Pictures (États-Unis, Canada) ; United International Pictures (UIP) (Allemagne, Italie, France, Suisse, Belgique)
- Budget : 150 millions de dollars[5]
- Pays de production :  États-Unis[6],[N 1]
- Langues originales : anglais, italien, mandarin, cantonais, allemand, tchèque
- Format[7] : couleur (DeLuxe) - 35 mm / Digital - 2,35:1 (Panavision) - son DTS / Dolby Digital / SDDS
- Genre : action, aventure, thriller, espionnage
- Durée : 126 minutes
- Dates de sortie[8] :
  - France, Belgique, Suisse romande : 3 mai 2006[9],[10],[11]
  - Allemagne : 4 mai 2006
  - États-Unis, Québec, Italie : 5 mai 2006[2]
  - Chine : 20 juillet 2006
- Classification[12] :
  - États-Unis : accord parental recommandé, film déconseillé aux moins de 13 ans (PG-13 - Parents Strongly Cautioned)[N 2]
  - Allemagne : interdit aux moins de 12 ans (FSK 12)
  - Italie : tous publics (T - film per tutti)[13]
  - Chine : pas de système
  - France : tous publics[14]
  - Belgique : tous publics (Alle Leeftijden)[10]
  - Suisse romande : interdit aux moins de 12 ans[15]
  - Québec : 13 ans et plus (violence) (13+ / 13 years and over)[2]

## Distribution
- Tom Cruise (VF : Jean-Philippe Puymartin) : Ethan Hunt
- Philip Seymour Hoffman (VF : Emmanuel Jacomy) : Owen Davian
- Ving Rhames (VF : Richard Darbois) : Luther Stickell
- Michelle Monaghan (VF : Charlotte Marin) : Julia Meade
- Billy Crudup (VF : Fabrice Josso) : John Musgrave
- Jonathan Rhys-Meyers (VF : David Krüger) : Declan Gormley
- Keri Russell (VF : Chloé Berthier) : Lindsey Farris
- Maggie Q (VF : Audrey Fleurot) : Zhen Lei
- Laurence Fishburne (VF : Paul Borne) : Theodore Brassel
- Simon Pegg (VF : Cédric Dumond) : Benji Dunn
- Eddie Marsan : Brownway

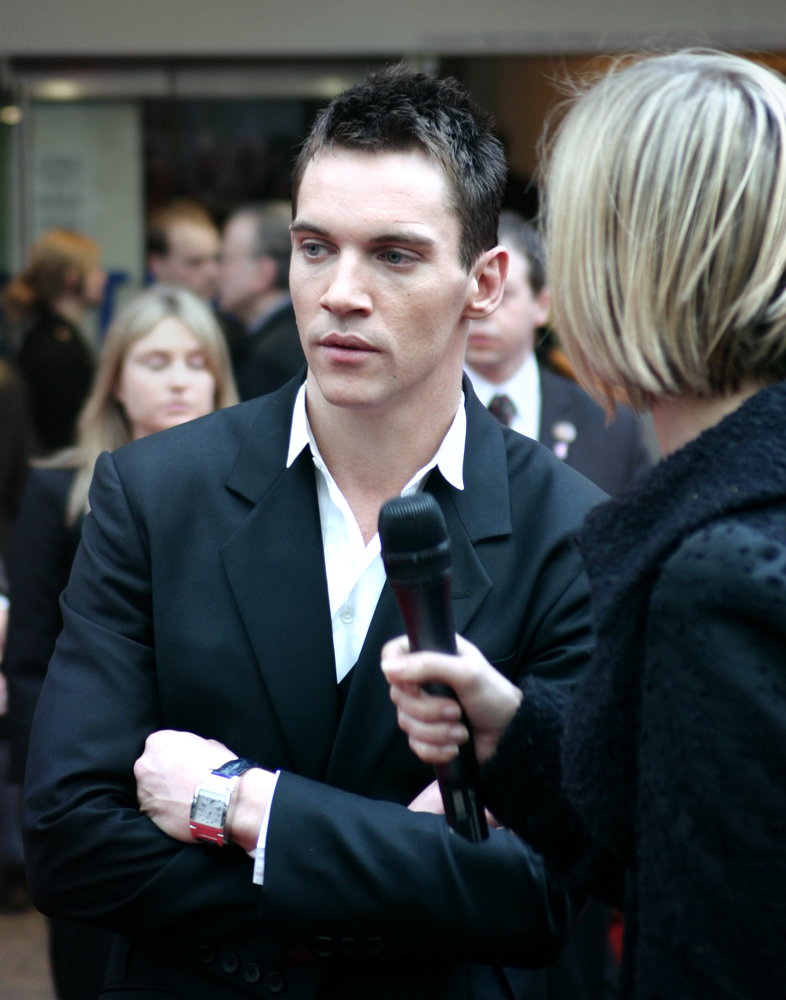
Jonathan Rhys Meyers à l'avant-première du film au Royaume-Uni en 2006.

- Bahar Soomekh : la traductrice de Davian
- Jeff Chase (VF : Antoine Tomé) : le garde du corps de Davian
- Michael Berry Jr. : Kimbrough, le kidnappeur de Julia
- Carla Gallo : Beth
- Bellamy Young : Rachael
- Paul Keeley : Ken
- Jane Daly : la mère de Julia
- Greg Grunberg : Kevin
- Sabra Williams : Annie
- Rose Rollins (VF : Géraldine Asselin) : Ellie
- Sasha Alexander (VF : Nathalie Spitzer) : Melissa
- Tracy Middendorf : Ashley
- Aaron Paul : Rick Meade
- James Shanklin : le prêtre à l'hôpital
- Anne Betancourt : l'infirmière Sally
- Antonietta De Lorenzo : la conductrice
- Andrea Sartoretti (it) : le conducteur
- Paolo Bonacelli : Monseigneur
- Timothy Omundson : un agent FMI
- J. J. Abrams : la voix annonçant un voyage à Mexico (caméo[16])

## Production

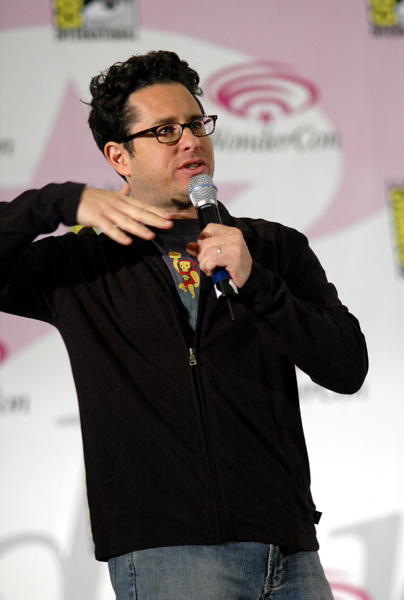
Le film est le premier long-métrage de cinéma du scénariste/réalisateur/producteur de télévision J. J. Abrams, ici au Anaheim WonderCon 2006.

### Genèse et développement
En 2002, le réalisateur David Fincher est contacté pour réaliser le troisième épisode de la saga Mission impossible, prévu pour sortir à l'été 2004. Intéressé, il souhaite axer l'histoire sur le trafic d'organes en Afrique du Sud et faire de Sylvester Stallone le méchant principal. Comme cette version ne convient pas à Tom Cruise, David Fincher décide de se consacrer à un autre film.
Joe Carnahan rejoint alors le projet, qu'il développe pendant environ 15 mois. Kenneth Branagh est retenu comme antagoniste, avec un personnage inspiré de Timothy McVeigh, et des rôles sont proposés à Carrie-Anne Moss et Scarlett Johansson. La production invite également Thandie Newton à reprendre le rôle de Nyah Nordoff-Hall qu'elle incarnait dans Mission impossible 2. Mais après une dispute concernant le ton du film, Joe Carnahan quitte le projet en juillet 2004.
Tom Cruise contacte ensuite J. J. Abrams — qui n'a encore jamais réalisé de long métrage — après avoir visionné les deux premières saisons d'Alias. J. J. Abrams accepte rapidement et la production du film est repoussée d'un an pour qu'il puisse tenir ses engagements sur Alias et Lost : Les Disparus, une autre de ses séries. À la suite de ce délai, Kenneth Branagh, Carrie-Anne Moss et Scarlett Johansson quittent le projet,.

### Attribution des rôles
Pour le rôle d'Owen Davian, Kenneth Branagh est le premier choix. Il quitte cependant le projet à la suite du report d'un an du tournage. Le rôle revient donc à Philip Seymour Hoffman. Pour la même raison, le rôle de Benji Dunn, initialement prévu pour Ricky Gervais, est finalement incarné par Simon Pegg.
Thandiwe Newton a eu l'occasion de reprendre son rôle de Mission impossible 2, Nyah Nordoff, mais l'actrice refuse préférant alors se consacrer à sa famille. Le personnage est alors modifié et le rôle est proposé à Carrie-Anne Moss. Cependant, J. J. Abrams décide ensuite de réécrire l'histoire et le personnage est supprimé.
Rachel McAdams a quant à elle refusé le rôle de Julia. Scarlett Johansson, Katie Holmes, Lindsay Lohan, Elisha Cuthbert et Jessica Alba devaient incarner le rôle de Lindsay Ferris qui sera finalement incarné par Keri Russell.

### Tournage
Le tournage débute à Rome le 18 juillet 2005 et s'achève en octobre. Il se déroule également en Chine (Shanghai et Xitang), en Allemagne (Berlin), Italie (Rome et Caserte), aux États-Unis (Californie et Virginie) et au Vatican.

### Musique
Albums de Michael Giacchino
Extra-terrien
(2006) Looking for Comedy in the Muslim World
(2006)
Bandes originales de Mission impossible
Mission impossible 2
(2000) Mission impossible : Protocole Fantôme
(2011)
La musique du film est composée par Michael Giacchino, qui réalisera plus tard celle de Mission impossible : Protocole Fantôme.
Liste des titres
1. MI Theme – 0:51
2. Factory Rescue – 4:14
3. Evacuation – 2:46
4. Helluvacopter Chase – 3:15
5. Special Agent Lindsey Ferris – 2:46
6. Ethan and Julia – 1:24
7. Humpty Dumpty Sat on a Wall – 5:55
8. Masking Agent – 3:41
9. Voice Capture – 2:41
10. See You in the Sewer – 1:45
11. Davian's Brought in – 2:06
12. Bridge Battle – 4:13
13. Davian Gets the Girl – 2:44
14. IMF Escape – 2:44
15. Disguise the Limit – 3:24
16. Shang Way High – 3:39
17. The Chutist – 1:59
18. Hunting for Jules – 3:55
19. World's Worst Last 4 Minutes to Live – 4:11
20. Reparations – 3:36
21. Schifrin and Variations – 3:04

## Accueil

### Accueil critique
Dans les pays anglophones, Mission impossible 3 a été bien accueilli par la critique, obtenant un pourcentage de 70 % sur le site Rotten Tomatoes, basé sur 219 commentaires et une note moyenne de 6,6⁄10 et une moyenne de 66⁄100 sur le site Metacritic, basé sur 38 commentaires, permettant pour la première fois à la saga cinématographique d'obtenir dans l'ensemble un accueil favorable. En France, le long-métrage reçoit également un bon accueil critique : le site Allociné, ayant recensé 24 titres de presse, lui a attribué une note moyenne de 3.3⁄5.

### Box-office
Lors de son premier week-end d'exploitation en salles, Mission impossible 3 fait un bon démarrage au box-office américain avec 47 743 273 $ de recettes, dépassant ainsi le premier volet (45 436 830 $ le premier week-end), mais sans toutefois faire mieux que le second opus (57 845 297 $ le premier week-end). Pour sa première semaine d'exploitation, le film se classe à la première place du box-office avec 60 091 171 $ de recettes, le meilleur démarrage en semaine de la saga, puis se maintient en tête la semaine suivante, mais au fil des semaines, le long-métrage ne parvient pas à se maintenir, totalisant en onze semaines 133 501 348 $ contrairement au précédent volet qui, en onze semaines, avait totalisé 212 334 866 $.
Le film totalise en fin d'exploitation 134 029 801 $ de recettes sur le territoire américain, une déception en vue du budget estimé à 150 millions de dollars.
En France, le film fait le moins bon démarrage de la saga au box-office avec 996 860 entrées en une semaine, contrairement aux deux autres opus, qui avait dépassé le million d'entrées en une semaine et malgré un bon maintien dans le top 10 durant cinq semaines, le résultat en salles se révèle également décevant, bien qu'ayant dépassé le million d'entrées, puisqu'il ne totalisera finalement que 1 918 786 entrées, contrairement aux deux précédents films (4,1 millions d'entrées pour le premier et 4 millions d'entrées pour le second).
Les recettes mondiales s'élèvent à plus de 398 479 497 $.
Le relatif échec commercial et les récentes frasques de Tom Cruise ont contraint le comité créatif de la Paramount à se séparer de l'acteur.
| Pays ou région            | Box-office                                     | Date d'arrêt du box-office | Nombre de semaines |
| ------------------------- | ---------------------------------------------- | -------------------------- | ------------------ |
| États-Unis (1er week-end) | 47 743 273 $                                   | du 5 au 7 mai 2006         | -                  |
| États-Unis Canada         | 134 029 801 $                                  | 20 juillet 2006            | 11                 |
| États-Unis                | 20 776 000 entrées (Approx.)                   | -                          | -                  |
| Allemagne                 | 10 310 411 $ 1 246 368 entrées                 | 11 juin 2006               | 6                  |
| Chine                     | 10 161 479 $                                   | -                          | -                  |
| Italie                    | 7 636 309 $ 943 592 entrées                    | 4 juin 2006                | 5                  |
| France Paris              | 14 667 711 $ 1 918 786 entrées 480 585 entrées | -                          | -                  |
| Total hors États-Unis     | 264 449 696 $                                  | 20 juillet 2006            | 11                 |
| Total mondial             | 398 479 497 $                                  | 20 juillet 2006            | 11                 |

## Distinctions
Source : Internet Movie Database et Allociné

### Récompenses
- ASCAP Film and Television Music Awards 2006 : top film au box-office pour Michael Giacchino
- California on Location Awards 2006 : meilleure société de production ou équipe de tournage de l'année pour Ted Alvarez, Becky Brake, Michael Chickey, Martin J. Cummins, Douglas Dresser, Ronald M. Haynes, Jonathan Hook, Michelle Latham, David B. Lyons, Jennifer O'Rourke Smith, Kyle Oliver, Rachel Swenson, Scott Trimble et Matthew Wersinger
- Golden Trailer Awards 2006 :
  - Meilleur spectacle
  - Meilleure bande-annonce de film d’action
  - Meilleur blockbuster de l'été 2006
- Satellite Awards 2006 : meilleurs suppléments de DVD
- Empire Awards 2007 : Empire Award de la meilleure scène pour l'attaque du pont

### Nominations
- Golden Schmoes Awards 2006 : meilleure séquence d'action de l'année pour la séquence du pont
- Teen Choice Awards 2006 :
  - Meilleur film d'aventure d'action
  - Meilleur acteur dans un film d'aventure d'action ou dramatique pour Tom Cruise
  - Meilleure actrice dans un film d'aventure d'action ou dramatique pour Keri Russell
- Saturn Awards 2007 :
  - Meilleur film d'action, d'aventures ou thriller
  - Meilleure réalisation pour J. J. Abrams
  - Meilleur acteur pour Tom Cruise
  - Meilleur acteur dans un second rôle pour Philip Seymour Hoffman
  - Meilleurs effets spéciaux pour Roger Guyett, Russell Earl, Patrick Tubach et Daniel Sudick
- Empire Awards 2007 : meilleur thriller
- International Film Music Critics Awards (IFMCA) 2007 : meilleure musique originale pour un film d'action, d'aventure ou thriller pour Michael Giacchino
- Motion Picture Sound Editors 2007 : meilleurs effets sonores et bruitages dans un film pour Mark P. Stoeckinger, Alan Rankin, Scott Curtis, Thomas W. Small, Michael Kamper, Jon Title, Scott Wolf, Peter Zinda, Beth Sterner, Kenneth L. Johnson, Linda Lew, Robin Harlan et Sarah Monat
- Visual Effects Society Awards 2007 : meilleur environnement fictif dans un film en prise de vues réelles pour Richard Bluff, Russell Earl, Giles Hancock et Dennis A. Martin
- World Stunt Awards 2007 : meilleur travail en hauteur pour Buster Reeves pour la scène où un cascadeur est abattu et tombe en arrière par une fenêtre au sol en dessous

## Éditions en vidéo
- En France, le film Mission : Impossible 3 est sorti en DVD le 3 novembre 2006[44], puis une version Blu-ray édition Collector est sortie le 5 novembre 2008[45].

Le film est également sorti en VOD le 14 octobre 2016.
À la suite des évolutions techniques afin d'améliorer la qualité d'image et sons, le film sort en 4K Ultra HD + Blu-ray, ainsi qu'une édition SteelBook Blu-ray le 3 juillet 2018,. Enfin, une édition SteelBook limitée 4K Ultra HD + Blu-ray le 28 juin 2023.
- Au Québec, le film est sorti en DVD le 31 octobre 2006[2].

## SagaMission: Impossible
| Titre français                             | Année | Réalisateur           | Budget        | Total box-office |
| ------------------------------------------ | ----- | --------------------- | ------------- | ---------------- |
| Mission : Impossible                       | 1996  | Brian De Palma        | 78 000 000 $  | 457 696 359 $    |
| Mission : Impossible 2                     | 2000  | John Woo              | 125 000 000 $ | 546 388 105 $    |
| Mission : Impossible 3                     | 2006  | J. J. Abrams          | 150 000 000 $ | 397 850 012 $    |
| Mission : Impossible - Protocole Fantôme   | 2011  | Brad Bird             | 145 000 000 $ | 694 713 380 $    |
| Mission : Impossible - Rogue Nation        | 2015  | Christopher McQuarrie | 150 000 000 $ | 682 714 267 $    |
| Mission : Impossible - Fallout             | 2018  | Christopher McQuarrie | 178 000 000 $ | 791 107 538 $    |
| Mission : Impossible - Dead Reckoning      | 2023  | Christopher McQuarrie | NC            | 571 125 435 $    |
| Mission : Impossible - The Final Reckoning | 2024  | Christopher McQuarrie | NC            | NC               |